# Hemiteles punctatus
Hemiteles punctatus är en stekelart som beskrevs av Julius Theodor Christian Ratzeburg 1848. Hemiteles punctatus ingår i släktet Hemiteles och familjen brokparasitsteklar. Inga underarter finns listade i Catalogue of Life.